# Starszy szeregowy Służby Więziennej
Starszy szeregowy Służby Więziennej (st. szer. SW) – stopień w Służbie Więziennej, odpowiednik stopnia starszego szeregowego w Siłach Zbrojnych RP.
Wzory dystynkcji starszego szeregowego SW zostały określone w rozporządzeniu ministra sprawiedliwości z dnia 7 lutego 2011 w sprawie umundurowania funkcjonariuszy Służby Więziennej.